# 1 î.Hr.
Anul 1 î.Hr. (I î.Hr.) a fost un an obișnuit al calendarului iulian.

## Decese
- 15 august: Împăratul Ai, 26 ani, împărat al dinastiei Han al Chinei (n. 27 î.Hr)